# Vermentino di Gallura
Mit dem Namen Vermentino di Gallura DOCG werden Weißweine aus dem Gallura genannten Teil im Norden der italienischen Insel Sardinien bezeichnet. Seit dem 11. September 1996 verfügt die regionale Appellation über den Status einer „kontrollierten und garantierten Herkunftsbezeichnung“, kurz  DOCG.

## Anbau
Die Zone der insgesamt 1241 Hektar zugelassenen Rebflächen umfasst die als Gallura bekannte Region (21 Gemeinden) innerhalb der Provinzen Sassari und Nuoro. Die Rebflächen verteilen sich auf die in der Nähe der Costa Smeralda liegenden Gemeinden Aggius, Aglientu, Arzachena, Badesi, Berchidda, Bortigiadas, Budoni, Calangianus, Golfo Aranci, Loiri Porto San Paolo, Luogosanto, Luras, Monti, Olbia, Oschiri, Palau, Sant’Antonio di Gallura, San Teodoro, Santa Teresa di Gallura, Telti, Tempio Pausania, Trinità d’Agultu in der Provinz Olbia-Tempio und Viddalba in der Provinz Sassari.

## Erzeugung
Die Weine werden trocken (auch als Spumante) ausgebaut. Daneben gibt es auch Weine mit den Bezeichnungen Vermentino di Gallura vendemmia tardiva (Spätlese) und Vermentino di Gallura Passito.
Im Jahr 2017 wurden insgesamt 31.118 Hektoliter DOCG-Wein erzeugt.
Die Weine werden aus der Rebsorte Vermentino (95–100 %) gekeltert sowie gegebenenfalls mit anderen, in der Region Sardinien zugelassenen, weißen Sorten (bis max. 5 %) verschnitten.
Vermentino di Gallura gehört zu den DOCG-Gebieten mit den höchsten Hektarerträgen. Zugelassen sind bis zu 70 Hektoliter/Hektar (10.000 kg Rebmaterial bei einer maximalen Schüttung von 70 Prozent). Entsprechend kann man es manchen Weinen anmerken, dass der Ertrag nicht reduziert wurde. Insbesondere die trockenen Weine der DOC Vermentino di Sardegna können mit den bekannteren Weinen der DOCG-Zone Vermentino di Gallura mithalten.

## Beschreibung
Laut Denomination: (Auszug)

### Vermentino di Gallura
- Farbe: strohgelb mit leicht grünlichen Reflexen
- Geruch: intensiv, angenehm
- Geschmack: von trocken bis lieblich, bisweilen mit einem leicht bitteren Nachgeschmack. Weine, die im Holz gelagert wurden, können intensiver und anhaltender schmecken, auch mit leichten Noten von Vanille
- Alkoholgehalt: mindestens 12,0 Vol.-%, für „Superiore“ 13 Vol.-%
- Säuregehalt: mind. 4,5 g/l
- Trockenextrakt: mind. 16,0 g/l